# 蹇霆
蹇霆（1436年—1495年），字克遂，四川重慶府巴縣人，官籍，明朝政治人物。

## 生平
十月初六日生，行一，治《禮記》，由國子生中式四川鄉試第十名舉人，年四十歲中式成化十一年（1475年）乙未科會試第二百七十四名，第三甲第八十四名進士。授滑縣知縣，十七年八月擢授南京试監察御史，十八年十一月实授南京山西道御史，二十三年二月升江西按察司佥事，弘治元年（1488年）閏正月考察，降调瑞州府同知。

## 家族
曾祖蹇源斌，贈榮祿大夫少師吏部尚書；祖蹇義，榮祿大夫少師兼吏部尚書 贈特進光祿大夫太師 謚忠定；父蹇芸，國子生；母龐氏。永感下，妻尹氏，弟蹇𩆃；蹇霯；蹇䨌。